# Teo Otto Theater
Das Teo-Otto-Theater ist das städtische Theater in Remscheid. Es ist das größte und bedeutendste der drei Theater im Stadtgebiet und liegt 200 Meter vom Rathaus Remscheid entfernt.

## Nutzung
Das Theater bietet Platz für 620 Personen. Neben dem Theaterprogramm spielt das Sinfonieorchester der Städte Solingen und Remscheid, die Bergischen Symphoniker, Opern, Konzerte und Musicals.

## Geschichte
1952 wurde nach dem Plan des Düsseldorfer Architekten Ernst Huhn der Bau begonnen und 1954 fertiggestellt.
Am 11. Januar 2000 stellte die Stadt Remscheid das Theater unter Denkmalschutz.
Am 30. September 2001 wurde es nach dem Remscheider Bühnenbildner Teo Otto benannt. Eine Renovierung wurde 2003 abgeschlossen.
Jährlich findet die „Nacht des Sports“ statt, in der die besten Sportler und Sportlerinnen Remscheids gekürt werden.